# Демерджі (річка)
Демірджі (крим. Demirci) — річка в Криму. Бере початок біля підніжжя Чатир-Дагу, на Ангарському перевалі. Протікає через місто Алушту і впадає у Чорне море.
Довжина 14 км, похил річки 63  м/км, площа басейну річки — 58,2 км². Живлять її джерела південно-східного схилу Чатир-Дага і західної частини масива Демерджі. Річка більш-менш повноводна навесні і глибокої осені, а в проміжний період майже пересихає.